# Sielsowiet Hwoźnica
Sielsowiet Hwoźnica (biał. Гвозніцкі сельсавет, ros. Гвозницкий сельсовет) – sielsowiet na Białorusi, w obwodzie brzeskim, w rejonie małoryckim, z siedzibą w Hwoźnicy.

## Demografia
Według spisu z 2009 sielsowiet Hwoźnica zamieszkiwało 762 osób, w tym 720 Białorusinów (94,49%), 18 Ukraińców (2,36%), 18 Rosjan (2,36%), 3 Polaków (0,39%), 2 osoby innych narodowości i 1 osoba, która nie podała żadnej narodowości.

## Geografia
Sielsowiet położony jest na Polesiu Brzeskim, w zachodniej części rejonu małoryckiego.

## Miejscowości
- agromiasteczko:
  - Hwoźnica
- wsie:
  - Bogusławka
  - Brodziatyn
  - Jaźwin
  - Orlanka